# Josep Grases i Ribes
Josep Grases i Ribes   (Reus, 1708 - Reus, 1778) va ser un advocat català.

## Biografia
Fill del jurisconsult Francesc Grases i Gralla i germà de l'advocat i polític Manuel Grases i Ribes, va ser doctor en dret civil i canònic i va heretar la clientela i el despatx del seu pare, que s'havia instal·lat i mort a Reus després d'haver tingut alts càrrecs a Barcelona. Vinculat als sectors econòmicament benestants, va ser regidor degà de Reus els anys 1741 i 1745 i síndic procurador general el 1761.
Casat amb Clara Sabater, també de Reus, va tenir almenys cinc fills, Francesc, Josep, Clara, Teresa i Manuel Grases i Sabater. Tenia terres i immobles a Reus, que li proporcionaven rendes importants, i això li va permetre deixar un bon patrimoni al seu hereu Francesc i donar carrera als fills i dotar adequadament a les filles en el seu matrimoni. Un dels fills, Josep Grases Sabater, doctor en lleis, va ser alcalde de Reus en tres ocasions durant el segle xviii.
Un altre fill, Manuel Grases i Sabater, va fer carrera militar a l'Armada. El 1786 era capità de fragata, i el 1773 va aconseguir el privilegi de ciutadà honrat, que havia estat atorgat per l'arxiduc Carles al seu avi Francesc. Casat amb la barcelonina Ramona Saguí i Terradellas, filla del comerciant Josep Francesc Saguí i Minguella i de Margarida Terradellas, foren pares de Josep Grases Saguí.
Josep Grases i Ribes va ser enterrat a la sepultura que els Grases posseïen a l'església del convent de Sant Joan, davant de l'altar de sant Joaquim i Santa Anna.